# Rykka
Christina Mari Rieder (nascuda el 13 de març de 1986), més coneguda com a Rykka, és una cantant canadenca d'orígens suïssos, famosa per haver representat Suïssa al Festival d'Eurovisió de 2016. És força coneguda al Canadà, país on ha estat nominada a diversos premis musicals. L'any 2016 es presentà al Festival de la Cançó Europeu amb el tema "The Last of Our Kind".